# Paromphale
Paromphale é um gênero de traça pertencente à família Arctiidae.